# Río Branco (Acre)
Río Branco (en español: Río Blanco) es la capital del estado de Acre, en la región norte de Brasil. Es la capital más occidental de Brasil y una de las capitales más antiguas y prósperas del norte brasileño; la ciudad sirve como uno de los principales centros económicos, políticos, culturales y administrativos de la zona. La Ruta interoceánica Brasil-Perú empieza en Río Branco.
Limita al norte con los municipios de Bujari, Porto Acre y con el estado de Amazonas, al sur con los municipios de Xapuri y Capixaba, al este con el municipio de Senador Guiomard y al oeste con el municipio de Sena Madureira.

## Geografía
La ciudad está dividida en dos distritos por el río Acre.
El municipio se localiza en la microrregión de Río Branco, mesorregión del Valle del Acre. Está ubicada a 3 105 km de Brasília, la capital brasileña.

## Historia
La ciudad fue fundada el 28 de diciembre de 1882. Tuvo su origen en un pequeño caserío formado en torno a la cauchera Empresa, fundada en el año de 1882.
En 1904 el caserío fue elevado a calidad de pueblo, estableciéndose como municipio y luego, poco tiempo después a ciudad. Pasó a llamarse Río Branco en el año de 1912. En 1920 pasó a ser capital del entonces Territorio de Acre.

## Demografía
La siguiente tabla es una muestra de la evolución demográfica del municipio de Río Branco con el pasar de los años y las décadas.
| Población Histórica del municipio de Río Branco | Población Histórica del municipio de Río Branco | Población Histórica del municipio de Río Branco |
| Año                                             | Habitantes                                      | Fuente                                          |
| ----------------------------------------------- | ----------------------------------------------- | ----------------------------------------------- |
| 1920                                            | 19 930                                          | Censo brasileño de 1920                         |
| 1940                                            | 16 038                                          | Censo brasileño de 1940                         |
| 1950                                            | 28 246                                          | Censo brasileño de 1950                         |
| 1960                                            | 47 882                                          | Censo brasileño de 1960                         |
| 1970                                            | 84 845                                          | Censo brasileño de 1970                         |
| 1980                                            | 119 815                                         | Censo brasileño de 1980                         |
| 1991                                            | 183 280                                         | Censo brasileño de 1991                         |
| 2000                                            | 253 059                                         | Censo brasileño de 2000                         |
| 2010                                            | 336 038                                         | Censo brasileño de 2010                         |
| 2018                                            | 401 155                                         | Estimaciones del IBGE                           |
| 2021                                            | 419 452                                         | Censo brasileño de 2021                         |

## Toponimia
Esta ciudad obtuvo el nombre de Rio Branco, en homenaje al diplomático Barón de Río Branco, que junto a Joaquim de Assis Brasil y Plácido de Castro, desempeñaron un importante papel en la denominada Cuestión del Acre, conflicto con Bolivia que terminó en la firma del Tratado de Petrópolis y que garantizó la toma de posesión por parte de Brasil de las tierras del territorio de Acre, así como el derecho de explotar y comercializar el caucho de esta región.

## Economía
Uno de los atractivos de la ciudad es la feria agropecuaria ExpoAcre - la más grande del norte de Brasil y la segunda más grande del país - que se realiza en los meses de julio y agosto, aparte del Círio de Nazaré, que se realiza en octubre.

### Evolución histórica

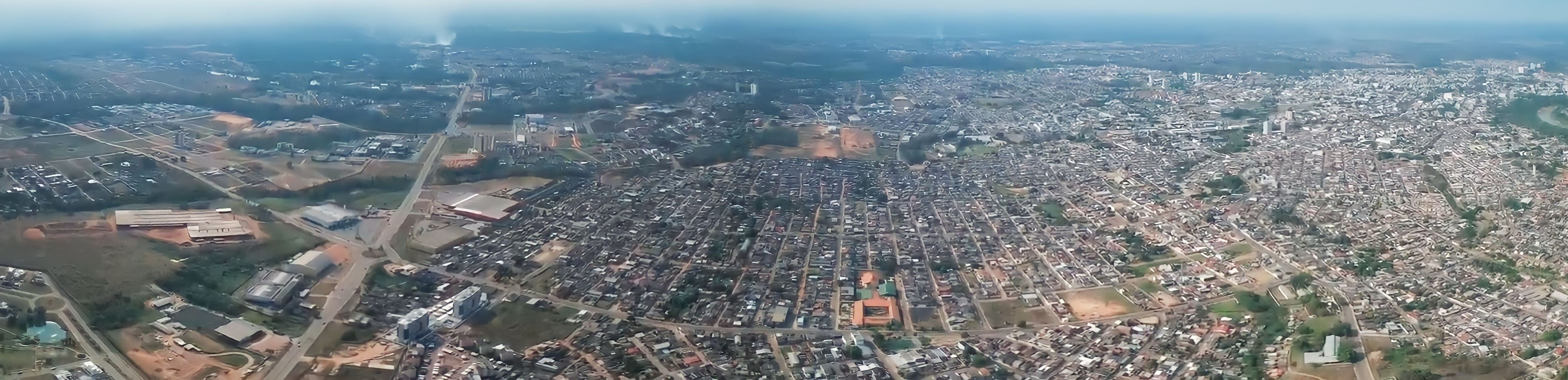
Río Branco, Brasil.

| Tamaño de la Economía del municipio de Río Branco y Riqueza promedio por cada habitante (PIB per Cápita) | Tamaño de la Economía del municipio de Río Branco y Riqueza promedio por cada habitante (PIB per Cápita) | Tamaño de la Economía del municipio de Río Branco y Riqueza promedio por cada habitante (PIB per Cápita) |
| Año | PIB (en Dólares)                                                                                         | PIB per Cápita del municipio (en Dólares)                                                                |
| --- | --- | --- |
| 1999 | US$ 574 millones                                                                                         | US$ 2 335 dólares                                                                                        |
| 2000 | US$ 645 millones                                                                                         | US$ 2 550 dólares                                                                                        |
| 2001 | US$ 558 millones                                                                                         | US$ 2 138 dólares                                                                                        |
| 2002 | US$ 630 millones                                                                                         | US$ 2 336 dólares                                                                                        |
| 2003 | US$ 665 millones                                                                                         | US$ 2 394 dólares                                                                                        |
| 2004 | US$ 812 millones                                                                                         | US$ 2 839 dólares                                                                                        |
| 2005 | US$ 1 017 millones                                                                                       | US$ 3 761 dólares                                                                                        |
| 2006 | US$ 1 349 millones                                                                                       | US$ 4 457 dólares                                                                                        |
| 2007 | US$ 1 749 millones                                                                                       | US$ 5 622 dólares                                                                                        |
| 2008 | US$ 2 175 millones                                                                                       | US$ 6 809 dólares                                                                                        |
| 2009 | US$ 2 344 millones                                                                                       | US$ 7 153 dólares                                                                                        |
| 2010 | US$ 2 913 millones                                                                                       | US$ 8 676 dólares                                                                                        |
| 2011 | US$ 3 295 millones                                                                                       | US$ 9 626 dólares                                                                                        |
| 2012 | US$ 3 209 millones                                                                                       | US$ 9 212 dólares                                                                                        |
| 2013 | US$ 3 156 millones                                                                                       | US$ 8 835 dólares                                                                                        |
| 2014 | US$ 3 474 millones                                                                                       | US$ 9 547 dólares                                                                                        |
| 2015 | US$ 2 479 millones                                                                                       | US$ 6 691 dólares                                                                                        |
| 2016 | US$ 2 327 millones                                                                                       | US$ 6 173 dólares                                                                                        |
| 2017 | | |
| 2018 | | |
| Nota: Las cifras están expresadas en dólares estadounidenses.                                            | | |

## Patrimonio

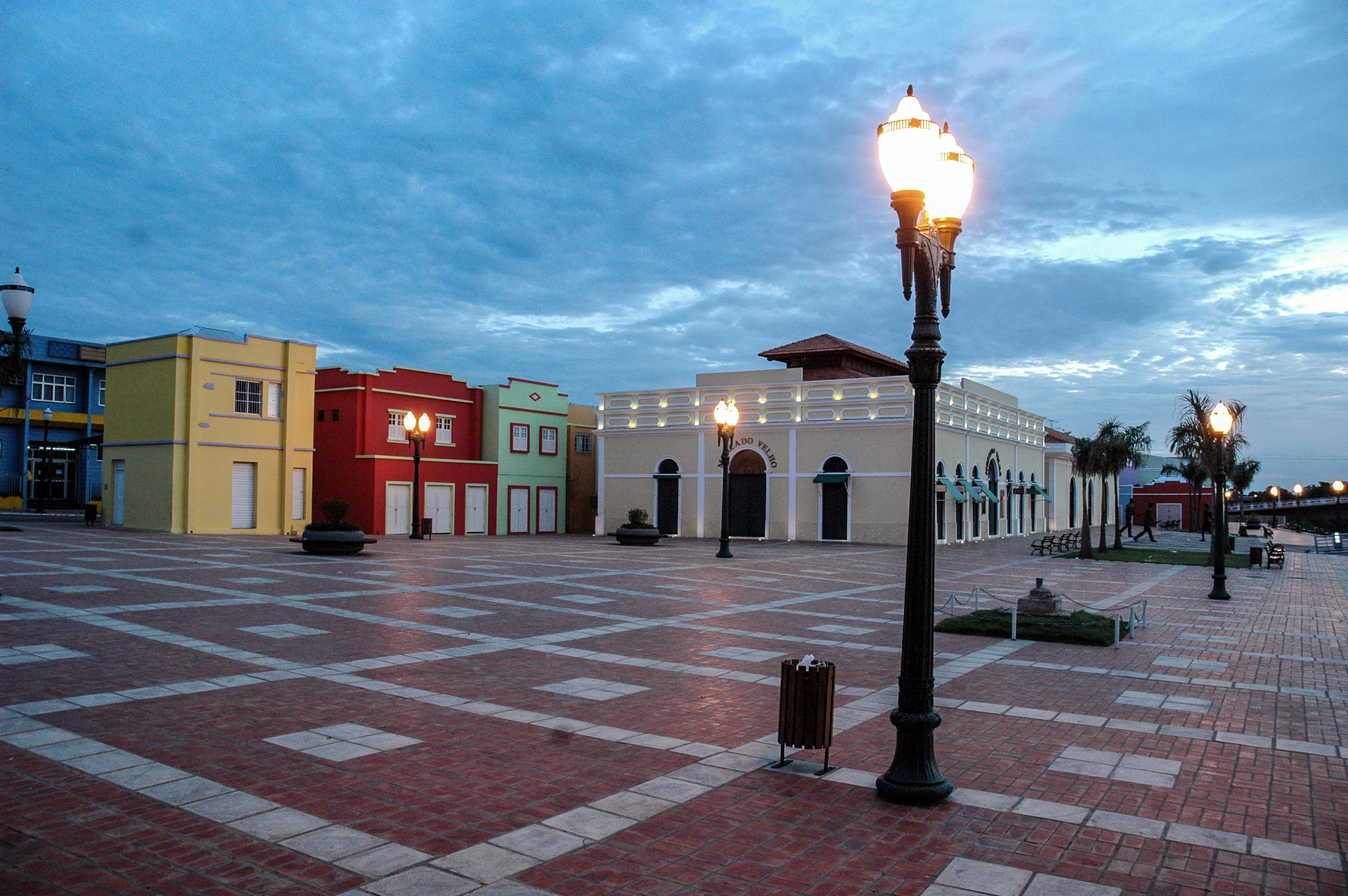
Mercado Viejo Mercado Velho, Río Branco, Brasil.

- Catedral de Nuestra Señora de Nazareth Construida en 1958, recuerda una basílica romana con vitrales coloridos.
- Estación de Piscicultura Es un centro de reproducción de peces regionales como el tambaqui y el curimatán.
- Gameleira Barrio ubicado en una curva del Río Acre, donde la ciudad comenzó. Después de una árdua reconstrucción, el barrio actualmente posee casonas antiguas, bares, etc. Tiene una vista privilegiada del Río Acre y parte de la ciudad.
- Huerto selvático  Se encuentran especies de la vegetación amazónica, además tiene un lago para paseos en barco y senderos alrededor para realizar caminatas.
- Museo del caucho Objetos de caucho, juquetes, botas, bolsas, etc. también posee una colección de fósiles prehistóricos.
- Palacio Río Branco Construido en 1930, tiene columnas jónicas en su fachada; sede de gobierno. Fue reinaugurado en el año de 2002 después de una serie de reformas.
- Parque da Maternidade - Es un parque que se extiende por más de 6 km y pasa por el centro de la ciudad. Posee campos de deporte, kioscos, restaurantes, ciclorrutas, pistas de patinaje, etc.
- Parque Tucumán - Con un estilo similar al Parque de la Maternidad, se encuentra entre los barrios Tucumán y Universitario.